# Pelousey
Pelousey település Franciaországban, Doubs megyében. Lakosainak száma 1588 fő (2022. január 1.). Pelousey Les Auxons, Chaucenne, Moncley és Pouilley-les-Vignes községekkel határos.

## Népesség
A település népességének változása:
| Lakosok száma | 242  | 534  | 902  | 1383 | 1471 | 1495 | 1527 | 1526 | 1531 | 1588 |
|               | 1968 | 1982 | 1990 | 2006 | 2013 | 2015 | 2017 | 2019 | 2020 | 2022 |